# Chris Wahlström
Chris Wahlström, född Stina Wilhelmina den 3 maj 1917 i Engelbrekts församling i Stockholm, död 27 juli 1977 i Högalids församling i Stockholm, var en svensk skådespelare.
Wahlström filmdebuterade 1943 i Hampe Faustmans långfilm Sonja, och hon kom att medverka i drygt 45 film- och TV-produktioner. Hennes stoft är gravsatt i Högalids kolumbarium i Stockholm.

## Filmografi
- 1943 – Sonja
- 1944 – En dotter född
- 1945 – I Roslagens famn
- 1946 – Ödemarksprästen
- 1948 – Loffe på luffen
- 1948 – På dessa skuldror
- 1948 – Känn dej som hemma
- 1950 – Frökens första barn
- 1950 – Loffe blir polis
- 1950 – Min syster och jag
- 1953 – Skuggan
- 1954 – Sju svarta "Be-Hå"
- 1954 – Hästhandlarens flickor
- 1956 – Flamman
- 1957 – Enslingen Johannes
- 1958 – Jazzgossen
- 1958 – Flottans överman
- 1959 – Enslingen i blåsväder
- 1960 – På en bänk i en park
- 1960 – Av hjärtans lust
- 1961 – Stöten
- 1964 – Är du inte riktigt klok?
- 1966 – Syskonbädd 1782
- 1966 – Nattlek
- 1967 – Jag är nyfiken - gul
- 1968 – Siste nudisten
- 1968 – Levande ljus
- 1968 – Flickorna
- 1968 – ...som havets nakna vind
- 1968 – Åsa-Nisse och den stora kalabaliken
- 1969 – Bokhandlaren som slutade bada
- 1969 – Eva - den utstötta
- 1969 – Fem på nya äventyr
- 1970 – Söderkåkar (TV-serie)
- 1971 – Badjävlar
- 1972 – Anderssonskans Kalle
- 1972 – Spöksonaten (TV-serie)
- 1972 – Dela lika (TV-serie)
- 1972 – Bröderna Malm (TV-serie)
- 1973 – Bröllopet
- 1973 – Håll alla dörrar öppna
- 1973 – Anderssonskans Kalle i busform
- 1973 – Fantastiska Wilbur
- 1974 – En handfull kärlek
- 1974 – Första budet
- 1974 – Straffet (TV-serie)
- 1975 – Ungkarlshotellet
- 1975 – Maria
- 1976 – Förvandlingen
- 1976 – Långt borta och nära

## Teater

### Roller
| År   | Roll | Produktion                                                          | Regi             | Teater                      |
| ---- | ---- | ------------------------------------------------------------------- | ---------------- | --------------------------- |
| 1960 |      | Så tuktas en argbigga (The Taming of the Shrew) William Shakespeare | Sandro Malmquist | Riksteatern                 |
| 1960 |      | Våran station Ingmar Billow och Stig Browall                        | Ingmar Billow    | Tantolundens friluftsteater |

### Fotnoter
1. ↑  Sveriges dödbok 1901–2009, DVD‐ROM, Version 5.00, Sveriges Släktforskarförbund (2010): Wahlström, Stina Wilhelmina
2. 1 2  ”Chris Wahlström”. Svensk Filmdatabas. http://sfi.se/sv/svensk-filmdatabas/Item/?type=PERSON&itemid=62360&iv=OVERVIEW. Läst 26 augusti 2012.
3. ↑  ”Chris Wahlström”. IMDb.com. http://www.imdb.com/name/nm0906350/. Läst 26 augusti 2012.
4. ↑  SvenskaGravar
5. ↑  ”'Argbiggan' repeteras: Portia undgick snön”. Dagens Nyheter:  s. 20. 12 december 1959. https://arkivet.dn.se/tidning/1959-12-12/337/20. Läst 26 januari 2022.
6. ↑  ”Sånglustspel i Tantolunden”. Dagens Nyheter:  s. 16. 18 juni 1960. http://arkivet.dn.se/arkivet/tidning/1960-06-18/163/16. Läst 21 januari 2016.